# Nell Blaine
Nell Blair Walden Blaine (* 10. Juli 1922 in Richmond, Illinois, Vereinigte Staaten; † 14. November 1996 in New York City, Vereinigte Staaten) war eine amerikanische Malerin. Sie war eine Expressionistin und eines der wenigen weiblichen Mitglieder der New York Art School-Bewegung. Ihre frühen Werke war abstrakt und entwickelten sich später zur figurativen und Landschaftsmalerei.

## Leben und Werk
Blaine war die Tochter einer Lehrerin und eines Holzinspekteurs. Sie hatte als Kind 5 Augenoperationen und trug wegen Astigmatismus eine Brille. Von 1939 bis 1942 studierte sie an der Richmond School of Art, der heutigen Virginia Commonwealth University. Auf Empfehlung der Künstlerin Worden Day studierte sie von 1942 bis 1944 in New York City bei Hans Hofmann, der auch eine Sommerkunstschule in Provincetown leitete. Blaine wurde 1943 seine Assistentin. Während ihres Studiums bei Hofmann lernte sie Jackson Pollock und Lee Krasner kennen und übernahm einen halbabstrakten Stil. Sie entdeckte die Werke von Piet Mondrian, Fernand Léger, Willem de Kooning und Jean Hélion und experimentierte in ihren Arbeiten mit Mondrians drei Grundfarben und Grundkanten und Hélions biomorphen Formen. Blaine studierte ab 1945 Druckgrafik bei Stanley William Hayter im Atelier 17.
Sie fand im kreativen Milieu von Greenwich Village eine Atmosphäre für Maler, wo Künstlerinnen in Peggy Guggenheims Galerie Art of the Century Unterstützung erhielten. 1944 wurde sie als jüngstes Mitglied in die Gruppe der American Abstract Artists aufgenommen und war Mitbegründerin der Jane Street Gallery.
Blaine heiratete 1943 den Musiker und Fotografen Robert Bass, die Ehe wurde jedoch nach fünf Jahren geschieden. Für ihren Lebensunterhalt arbeitete sie dann auch in den Bereichen Grafik, Theater und Kostümdesign. Von 1951 bis 1955 betrieb sie mit dem Maler Alvin Ross einen Design-Service. Sie erstellte Ausstellungskataloge und zeichnete Cartoons. Sie entwarf das erste Cover und Logo für das Magazin The Village Voice, das 1955 als erste alternative Zeitung des Landes gegründet wurde. Zu ihren Freunden gehörten der Kritiker Clement Greenberg, Elaine und Willem de Kooning, Fairfield Porter, Larry Rivers, Franz Kline, Robert De Niro, Sr. und Dichter wie Frank O’Hara. Der Künstler Leland Bell machte Blaine mit Jazz und seinen führenden Musikern bekannt.
In den 1950er Jahren zog Blaine nach Paris, wo sie mit Freunden, darunter Larry Rivers, lebte. Sie war auch eine enge Freundin des Dichters und Kunstautors Howard Griffin, illustrierte eine limitierte Auflage seiner Four Poems und fungierte als Verwalterin seines Nachlasses.
Von 1952 bis 1953 studierte sie an der New School for Social Research und wurde Mitglied der zweiten Generation der Maler der New York School, zu denen Larry Rivers, Jane Freilicher und Fairfield Porter gehören. Anregungen zum Malen erhielt Blaine durch ausgedehnte Reisen mit ihren Künstlerfreunden wie Larry Rivers, Frank O’Hara und Jane Freilicher in Vermont, Connecticut, Woodside (Kalifornien), Oaxaca in Mexiko, Frankreich, Italien, Österreich und Griechenland. Sie besuchte erstmals 1943 die Kunstkolonien in Gloucester (Massachusetts) und kaufte dort 1974 mit einer Erbschaft ihrer Mutter ein Anwesen. Dies wurde zu ihrem Wohnsitz und Sommeratelier.
Mitte der 1950er Jahre wandte sich Blaine wieder einem gegenständlichen Stil zu, der von der europäischen Malerei des 19. Jahrhunderts inspiriert war, und malte Darstellungen von Blumen. 1956 bekamen Blaines Bilder einen beachtlichen Ruf in New York und sie hörte auf, sich mit kommerzieller Kunst zu beschäftigen. Das Life-Magazin stellte Blaine in seiner Ausgabe vom 13. Mai 1957 als eine von fünf jungen amerikanischen Künstlerinnen auf dem Vormarsch vor. 1958 verkaufte sie ein Gemälde an das Whitney Museum of American Art und begann regelmäßig auszustellen, zunächst bei Tibor de Nag und dann mit der Poindexter Gallery.
1959 tauschte sie ein Gemälde gegen die Nutzung eines Studios auf Mykonos und entwickelte nach fünf Monaten körperliche Symptome, die mit einiger Verzögerung als Polio diagnostiziert wurden. Der Herausgeber von Artnews, Thomas B. Hess, war auf einer Yacht in der Nähe in der Ägäis und half dabei, einen Hubschrauber zu bekommen, der sie zu einem Krankenhaus in Athen brachte, wo eine Tracheotomie durchgeführt wurde. Da es in Athen keine eiserne Lunge gab, wurde eine aus Deutschland gesandt und nach zwei Wochen wurde sie in ein Armeekrankenhaus in Wiesbaden geflogen. Später wurde sie zur Genesung in das Mt. Sinai Hospital in New York verlegt. Nach ihrer Genesung musste sie sich mehreren Operationen an ihrer rechten Hand unterziehen, doch dieser Arm blieb gelähmt, sodass sie mit der linken Hand in Öl zu malen lernte. Sie konnte mit der rechten Hand Aquarelle auf eine horizontal ebene Papieroberfläche malen. Sie konnte nie wieder laufen und verbrachte die letzten 36 Jahre ihres Lebens im Rollstuhl. Ihre vielen Freunde, darunter auch der Schriftsteller James Merrill, sponserten Leistungen für ihre finanzielle Versorgung.

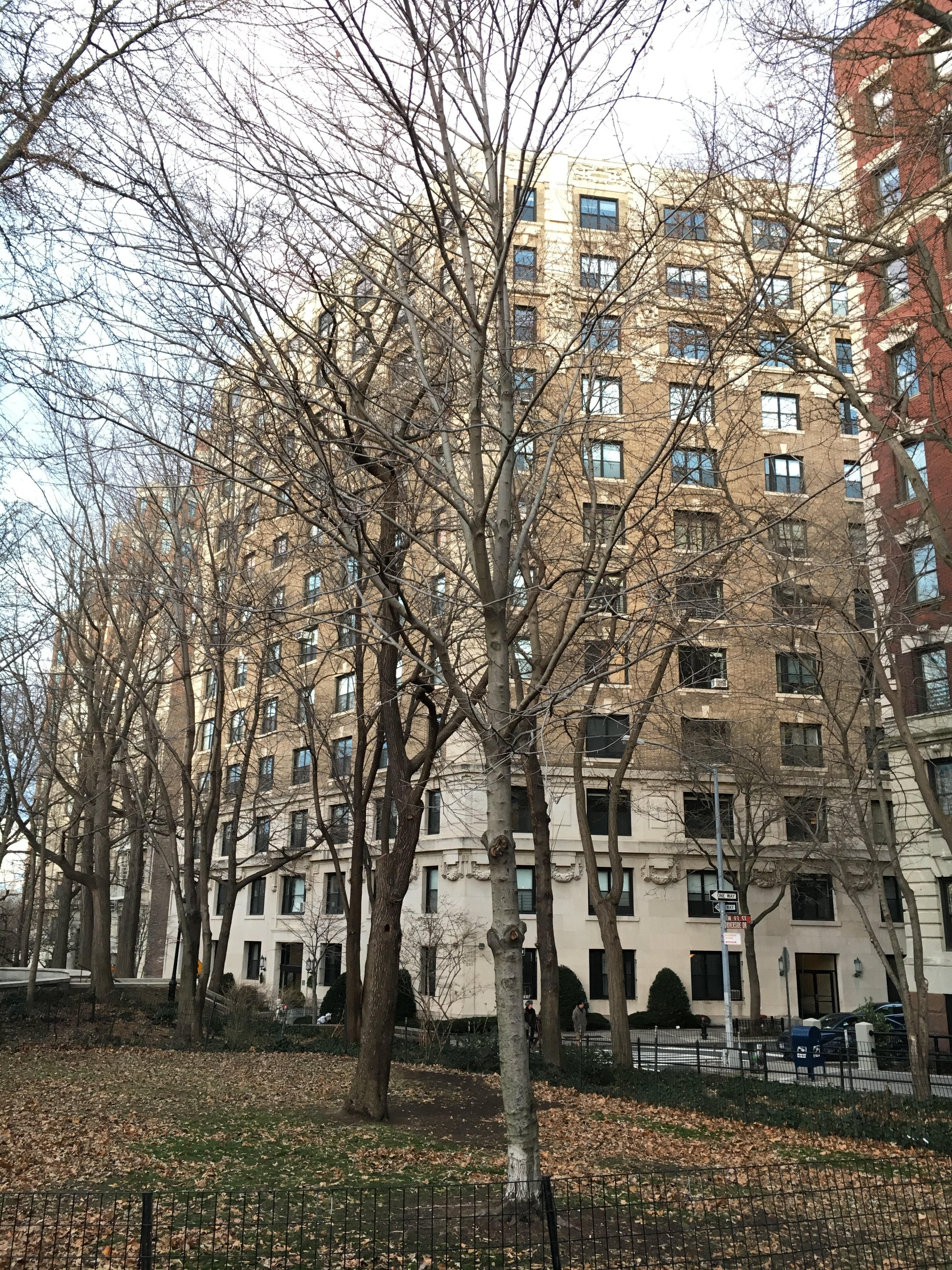
Das Haus in 210 Riverside Drive, Upper West Side, Manhattan, New York, in dem Blaine im 5. Stock in einer Wohnung lebte und malte

Blaine zog in eine Wohnung am 210 Riverside Drive im fünften Stock in New York, wo sie in den Wintermonaten lebte und malte. Die nächsten drei Jahrzehnte lebte Blaine in dieser Wohnung und in ihrem Studio in Gloucester. Der Großteil ihrer Arbeiten von den frühen 1960er Jahren bis zu ihrem Tod wurde an diesen Orten gemalt.
Neben vielen Gruppenausstellungen hatte sie mehr als 60 Einzelausstellungen und war auch Autorin mehrerer Bücher. 1967 lernte sie die Künstlerin Carolyn Harris kennen, die bis zu ihrem Tod ihre Partnerin war. Blaine starb 1996 in New York.
Ihre Werke befinden sich in privaten und öffentlichen Sammlungen wie den Sammlungen des Hirshhorn Museum and Sculpture Garden in Washington, D.C., des Museum of Modern Art in New York, des Denver Art Museum und des Museum of Contemporary Art, Los Angeles.

## Einzelausstellungen (Auswahl)
- 1947 Virginia Museum of Fine Arts, Richmond
- 1948 Jane Street Gallery, New York
- 1949: Southern Illinois University, Carbondale
- 1954: Tibor de Nagy Gallery, New York
- 1955: Virginia Museum of Fine Arts, Richmond
- 1958: State University Teachers College, New Paltz, NY
- 1961: Steward Rickard Gallery, San Antonio, Texas
- 1961: Philadelphia Art Alliance, Philadelphia
- 1961: Yaddo, Saratoga Springs (New York)
- 1962: Bliss Gallery, Richmond
- 1962: XX Century Gallery, Williamsburg
- 1963: Longwood College, Farmville, VA
- 1963: Zabriskie Gallery, Provincetown
- 1973: Virginia Museum of Fine Arts, Richmond
- 1973: Works 1956-72, University of Connecticut
- 1973: Storrs, CT Webb & Parsons Gallery, Bedford Village, NY
- 2017: Nell Blaine, Reynolds Gallery, Richmond

## Auszeichnungen und Ehrungen (Auswahl)
- 1974: Fellow John Simon Guggenheim Memorial Foundation[6]
- 1979: First Governor’s Award for the Arts in Richmond, Virginia
- 1980: Honorary Doctorate, Moore College of Art, Philadelphia
- 1980: außerordentliches Mitglied der National Academy of Design
- 1982: Vollmitglied der National Academy of Design
- 1982: Emil and Dines Carlsen Award for Best Still Life, National Academy of Design, New York
- 1985: Honorary Doctorate of Fine Arts, Virginia Commonwealth University, Richmond
- 1986: Women's Caucus for Art Lifetime Achievement Award
- 1986: Benjamin Altman Landscape Prize, 161st Annual Exhibition, National Academy of Design, New York
- 1990: Louise Nevelson Award in Art, American Academy and Institute of Arts and Letters, New York
- 1996: Lee Krasner Award, Pollock-Krasner Foundation
- 1996: Leslie Cheek Award, College of William and Mary